# Обыкновенное чудо (фильм, 1964)
«Обыкновенное чудо» — советский кинофильм 1964 года режиссёра Эраста Гарина. Первая экранизация одноимённой пьесы Евгения Шварца.

## Сюжет
Волшебник женился, занялся хозяйством, но однажды, встретив в лесу медведя, сделал волшебную палочку и превратил медведя в прекрасного юношу, поставив одно условие, что тот снова станет медведем, если его поцелует принцесса.

## В ролях
| Актёр                | Роль                    |
| -------------------- | ----------------------- |
| Алексей Консовский   | Хозяин-волшебник        |
| Нина Зорская         | Хозяйка                 |
| Олег Видов           | Медведь                 |
| Эраст Гарин          | Король                  |
| Нелли Максимова      | Принцесса               |
| Георгий Георгиу      | Министр-администратор   |
| Алексей Добронравов  | Первый министр          |
| Валентина Караваева  | придворная дама Эмилия  |
| Клавдия Лепанова     | придворная дама Аманда  |
| Светлана Коновалова  | придворная дама Оринтия |
| Виктор Авдюшко       | Трактирщик              |
| Евгений Весник       | Охотник                 |
| Александр Комиссаров | Ученик охотника         |
| Георгий Милляр       | Палач                   |

## Съемочная группа
- Авторы сценария и режиссёры: Эраст Гарин, Хеся Локшина
- Оператор: Виталий Гришин
- Художник Ирина Захарова
- Композиторы: В. Чайковский, Л. Рапопорт

## Факты
- Съёмки дворца короля проходили в Воронцовском дворце.
- За восемь лет до съёмок фильма пьеса Е. Шварца была поставлена Э. Гариным в московском Театре-студии киноактёра (ныне Центр театра и кино под руководством Никиты Михалкова). Премьера состоялась 18 января 1956 года. Многие из игравших в спектакле артистов потом снимались в тех же ролях в кинокартине 1964 года; также в фильме использована музыка тех же авторов (В. А. Чайковский и Л. А. Рапопорт).
- В некоторых базах данных ошибочно указано, что музыка написана композитором Борисом Чайковским. Вопреки этим сведениям, автором музыки кинофильма является его старший брат — Владимир Чайковский[1]. Об авторстве В. А. Чайковского свидетельствуют и титры фильма.